# Fútbol Club Iberia
El Fútbol Club Iberia, también conocido como Sport Club Iberia, fue un club de fútbol español fundado en Tánger, cuando Marruecos formaba parte del Protectorado español. El club desapareció en 1956 tras la independencia de Marruecos.
Hasta la independencia, la competición de fútbol en el norte de Marruecos estaba dirigida por la Liga Española de Fútbol. En Marruecos había otros equipos de origen español, como la Unión Deportiva Sevillana, la Unión Tangerina, la Unión Deportiva España o el Club Atlético Tetuán.
- Datos: Q3063099